# Monforte de Lemos
Monforte de Lemos er en by og kommune i det nordvestlige Spanien i provinsen Lugo. Den har et indbyggertal på 18.560 (2024) indbyggere.